# 듀랜드 라인

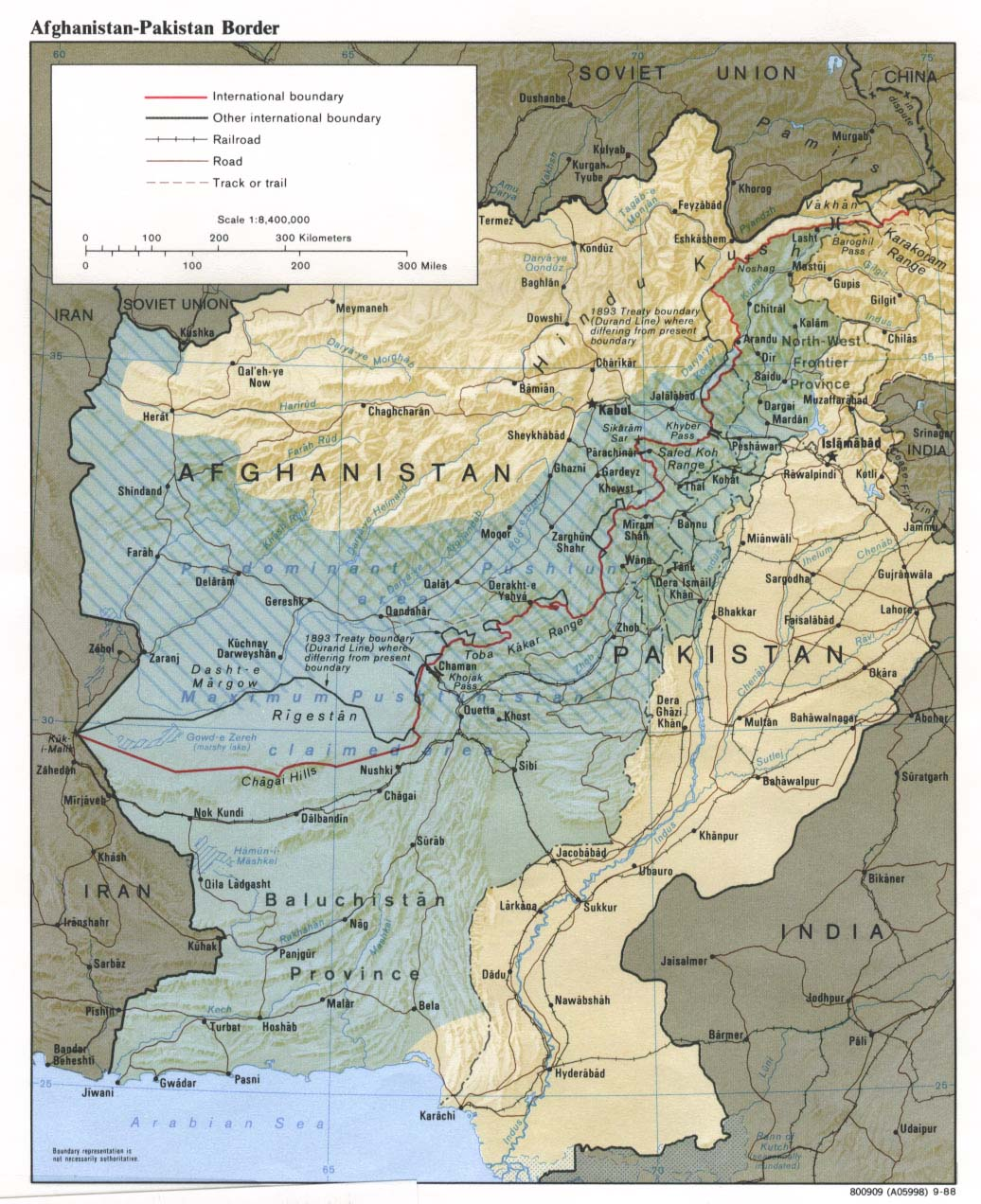
듀랜드 라인(빨강 선)과 파슈툰족 거주 지역 그린 지도. 듀랜드 라인은 파슈툰족 거주 지역을 양분하는 선으로 그어졌다.

듀랜드 라인(Durand Line)은 약 2,640km에 이르는 파키스탄과 아프가니스탄의 국경이다. 듀랜드 라인은 1893년에 영국령 인도 제국의 외무 장관이었던 모티머 듀랜드(Mortimer Durand)와 아프가니스탄의 국왕 압두르 라만 칸 사이에 체결된 듀랜드 라인 조약의 결과로, 이 지역에서의 대영 제국의 세력권을 나타내는 것이었다. 이 조약의 결과, 이 지역에 영토적 야심이 있던 대영 제국과 러시아 제국 사이에서 겨루어 온 그레이트 게임의 완충지가 되었다. 오늘날 아프가니스탄과 파키스탄의 국경을 이루고 있다.

## 같이 보기
- 노샤크산

## 더 읽기
- History and arguments on the Durand Line